# Svinjarec
 Svinjarec  falu Horvátországban Zágráb megyében. Közigazgatásilag Dubravához tartozik.

## Fekvése
Zágrábtól 46 km-re keletre, községközpontjától 5 km-re délkeletre, a megye keleti részén fekszik.

## Története
1857-ben 83, 1910-ben 146 lakosa volt. Trianonig Belovár-Kőrös vármegye Križi járásához tartozott. 2001-ben 63  lakosa volt.

## Lakosság
| Lakosság változása | Lakosság változása | Lakosság változása | Lakosság változása | Lakosság változása | Lakosság változása | Lakosság változása | Lakosság változása | Lakosság változása | Lakosság változása | Lakosság változása | Lakosság változása | Lakosság változása | Lakosság változása | Lakosság változása |
| ------------------ | ------------------ | ------------------ | ------------------ | ------------------ | ------------------ | ------------------ | ------------------ | ------------------ | ------------------ | ------------------ | ------------------ | ------------------ | ------------------ | ------------------ |
| 1857               | 1869               | 1880               | 1890               | 1900               | 1910               | 1921               | 1931               | 1948               | 1953               | 1961               | 1971               | 1981               | 1991               | 2001               |
| 83                 | 69                 | 84                 | 102                | 98                 | 146                | 128                | 130                | 140                | 130                | 131                | 107                | 93                 | 76                 | 63                 |

## Külső hivatkozások
Dubrava község hivatalos oldala